# Kanzel des Friedhofs (Sommerhausen)

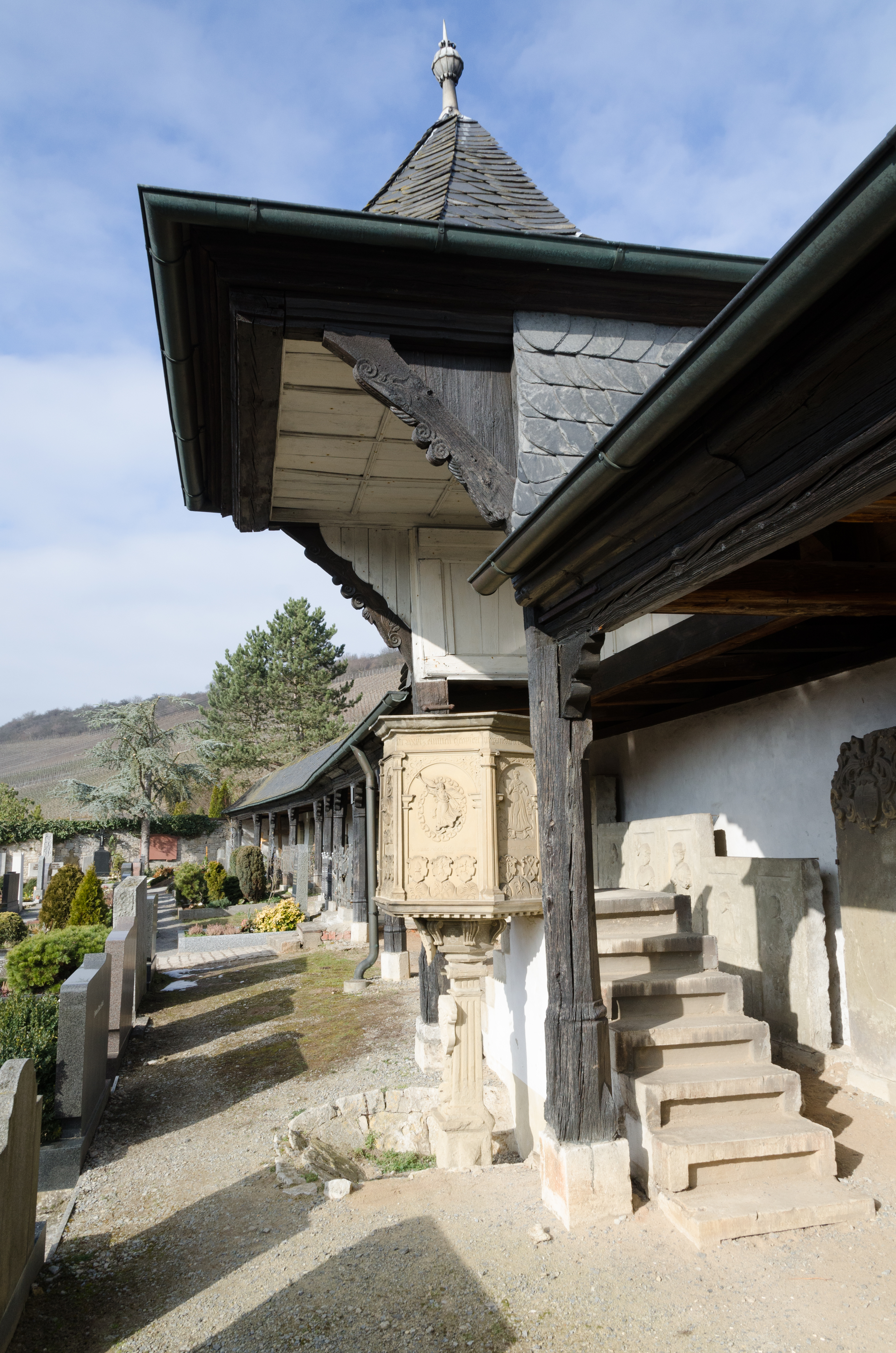
Kanzel des Friedhofs in Sommerhausen

Die Kanzel des Friedhofs in Sommerhausen, einer Marktgemeinde im unterfränkischen Landkreis Würzburg in Bayern, wurde 1609 geschaffen. Ort und Friedhof waren seit der Reformation lutherisch.
Die Außenkanzel aus Sandstein mit kuppelartiger Überdachung trägt am rechteckigen Schaft mit Totenkopf die Wappen der Schenken von Limpurg (oben) und der Marktgemeinde Sommerhausen.
Der sechseckige Kanzelkorb ist an den fünf geschlossenen Seiten mit Reliefs versehen: vorne mittig das Jüngste Gericht, flankiert von je einem Posaunenengel und den allegorischen Figuren der Fides (Glaube) und Spes (Hoffnung). Am unteren Rand des Kanzelkorbs sind viele weitere Wappen und Namen zu sehen. 
Am oberen Rand läuft über alle fünf Relieffelder die Inschrift Hebräer 9,27–28 :

„Wie den Menschen ist 
gesetzt einmal zu sterben 
darnach aber das gericht also 
ist Christus einmal geopfert 
wegzunehmen viler sünd. Heb 9“

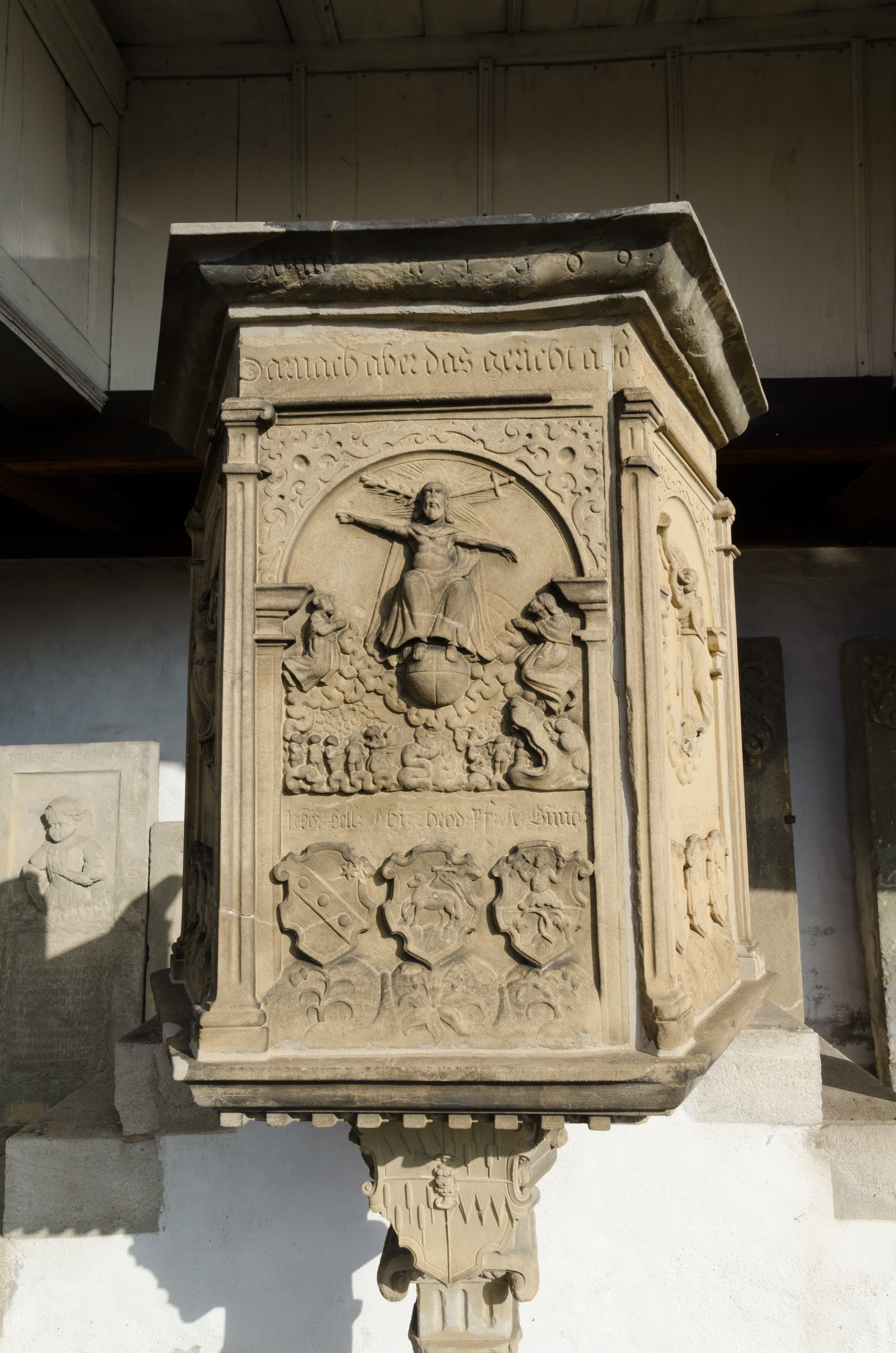
Jüngstes Gericht
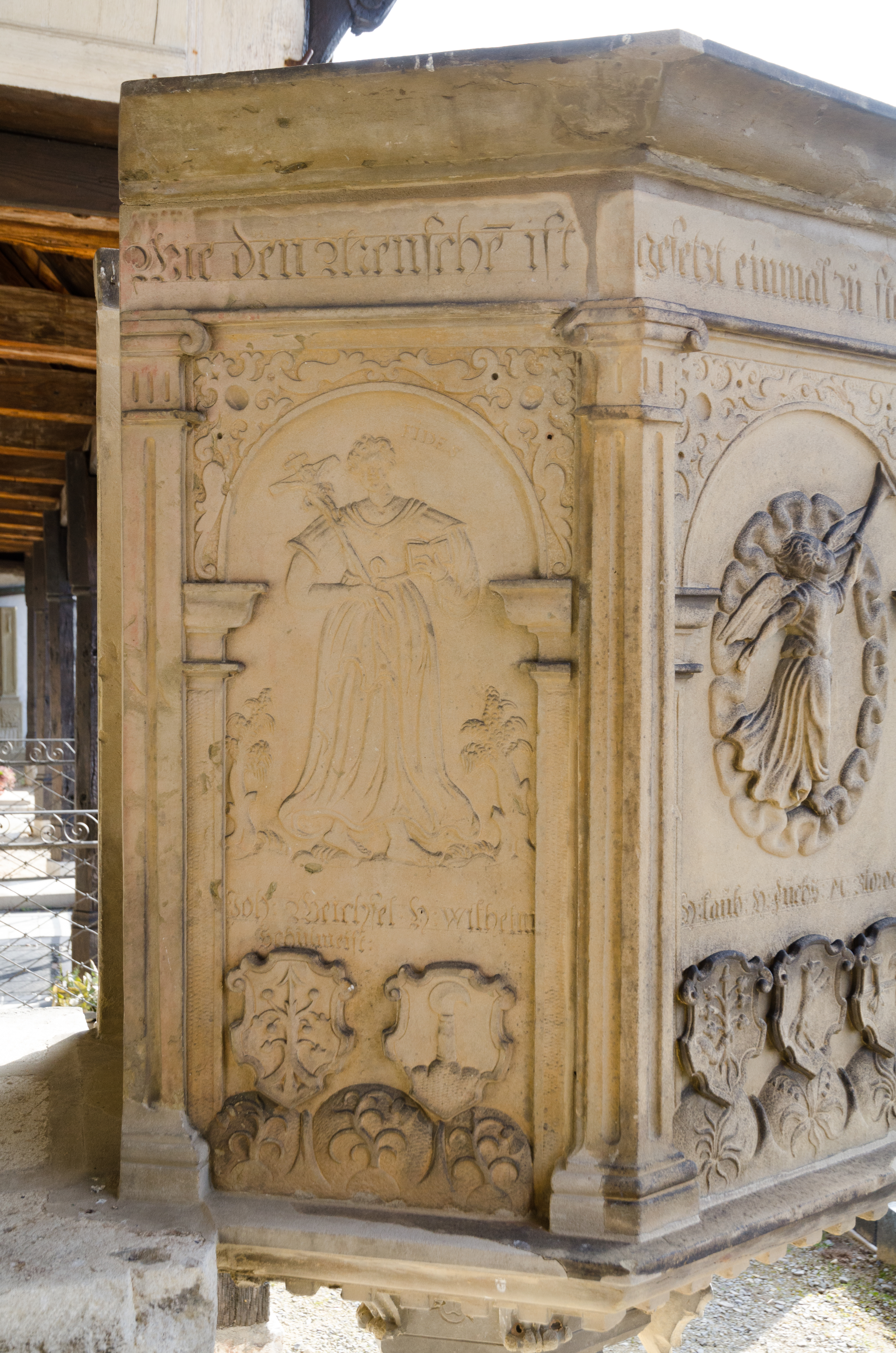
Fides
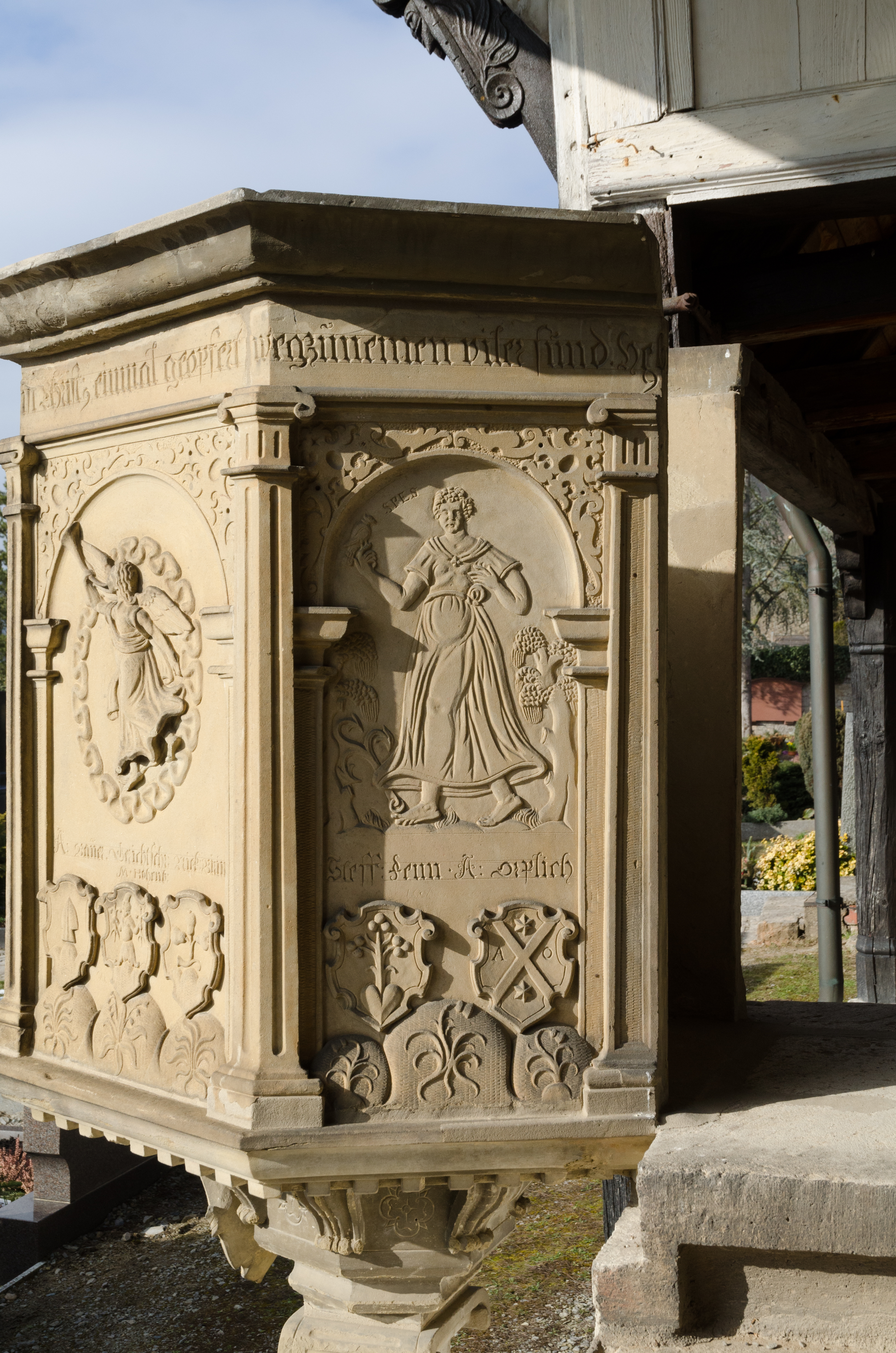
Spes
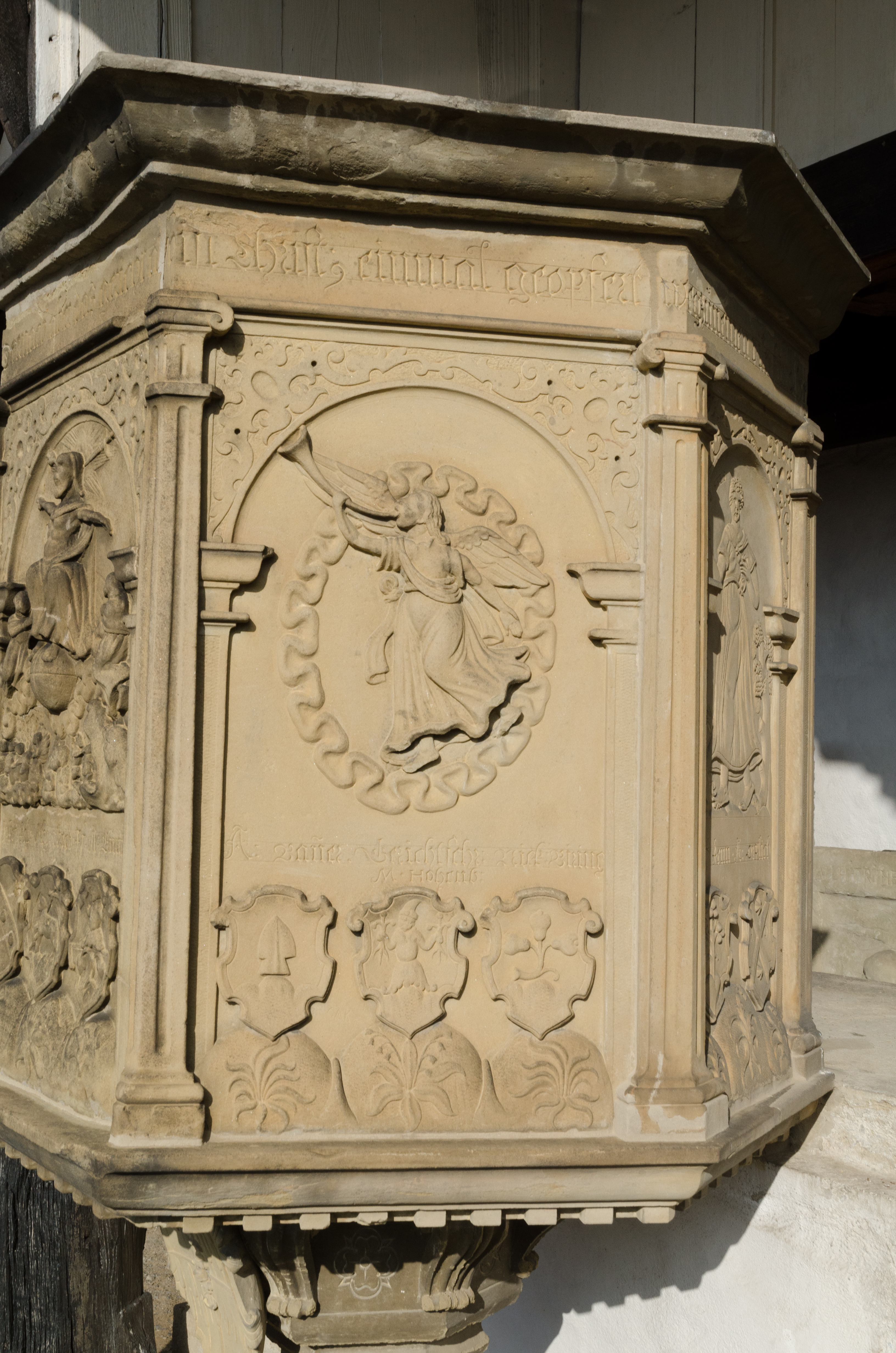
Posaunenengel